# Slađenovići
Slađenovići su naseljeno mjesto u općini Foči, Republika Srpska, BiH. Godine 1950. upravno su pripojeni Kozjoj Luci (Sl.list NRBiH, br.11/52). Daničići su 2 km jugozapadno, a Štović 3,9 km južno.